# 朴到贤
朴到贤（韓語：박도현，2000年10月19日—，游戏ID：Viper），韩国《英雄联盟》电子竞技运动员，现為韩华生命保险电子竞技俱乐部下路选手，英雄联盟2021赛季全球总决赛冠军成员。

## 生平
2017年，Viper在Griffin出道。
2018年GRF獲得CK聯賽冠軍，從次級聯賽打上LCK，同年獲得LCK夏季賽亞軍、kespa盃冠軍。
2019年GRF獲得LCK春季賽亞軍、LCK夏季賽亞軍、S9世界大賽八強。
GRF隊友包括Chovy（中路）、Lehends（輔助）、Tarzan（打野）、Doran（替補）等，陣容堅強。
2020年5月加入HLE韩华生命保险电子竞技俱乐部。
2021年加入EDward Gaming，Viper在隊內表現亮眼，打出許多精彩操作，由此獲得「高麗代」的暱稱。
同年EDG獲得LPL春季賽季軍、LPL夏季賽冠軍，Viper個人獲得LPL春季賽MVP、最佳新人，年末EDG則奪得英雄联盟2021赛季全球总决赛S11世界大賽冠軍。
2022年EDG獲得LPL夏季賽季軍，S12世界大賽不敵DRX，被讓二追三，僅獲八強。世界賽後Viper回到了HLE韩华生命保险电子竞技俱乐部。
2023年HLE春季賽、夏季賽成績平平，皆排名第四，但Viper個人數據在LCK AD中仍極為突出。
2024年HLE獲得LCK春季賽季軍、LCK夏季賽冠軍，終結Gen.G的連冠之路，以LCK第一種子身分出戰S14世界大賽，Viper成為同時獲得LPL、LCK聯賽冠軍的選手。
可惜之後HLE在世界大賽中3:1不敵LPL賽區的第一種子BLG，止步八強。
Viper是路人王出身，截至2025年2月已六度solo rank登頂韓服第一。